# إنريكي غالان
إنريكي غالان (بالإسبانية: Enrique Galán)‏ هو لاعب كرة قدم إسباني، ولد في 6 أبريل 1946 في المعصرة (بلنسية) في إسبانيا. شارك مع منتخب إسبانيا لكرة القدم. أما مع النوادي، فقد لعب مع ريال أوفييدو وفالنسيا ميستايا ونادي ألكويانو ونادي بطليوس.

## وصلات خارجية
- إنريكي غالان على موقع قاعدة بيانات كرة القدم.إي يو (الإنجليزية)